# Palapa (satélite)
Palapa é uma série de satélites geoestacionários de telecomunicações domésticos indonésios que inicialmente pertenceram a Telkom (antiga Perumtel) e atualmente é de propriedade da Indosat. Originalmente construídos pela Hughes Space and Communications Company e que foi retomado desde 2000 pela Boeing Satellite Development Center.

## Satélites
| Satélite   | Fabricante                   | Data do lançamento     | Veículo de lançamento | Estado    | Nota |
| ---------- | ---------------------------- | ---------------------- | --------------------- | --------- | --- |
| Palapa A1  | Hughes                       | 8 de julho de 1976     | Delta 2914            | Inativo   | |
| Palapa A2  | Hughes                       | 10 de março de 1977    | Delta 2914            | Inativo   | |
| Palapa B1  | Hughes                       | 18 de junho de 1983    | Challenger            | Inativo   | Também conhecido por Palapa Pacific 1 |
| Palapa B2  | Hughes                       | 3 de fevereiro de 1984 | Challenger            | Fracassou | |
| Palapa B2P | Hughes                       | 20 de março de 1987    | Delta 3920            | Inativo   | Ex-Palapa 3 e Agila 1 |
| Palapa B2R | Hughes                       | 13 de abril de 1990    | Delta-6925-8          | Inativo   | O mesmo foi adquirido pela NewSat e renomeado para NewSat 1 |
| Palapa B4  | Hughes                       | 14 de maio de 1992     | Delta-7925-8          | Inativo   | |
| Palapa C1  | Hughes                       | 1 de fevereiro de 1996 | Atlas-2AS             | Inativo   | Também conhecido por HGS 3 e Paksat 1 |
| Palapa C2  | Hughes                       | 16 de maio de 1996     | Ariane 44L            | Ativo     | |
| Palapa D1  | Thales Alenia Space          | 31 de agosto de 2009   | Longa Marcha 3B       | Ativo     | O veículo de lançamento deixou o satélite em uma órbita de transferência geoestacionária muito baixa, o mesmo foi capaz de se transferir por conta própria para a órbita geoestacionária prevista, mas o seu tempo de vida útil foi reduzido. |
| Palapa E1  | Orbital Sciences Corporation | ?                      | ?                     | Planejado | |